# Arni, Aargau
Arni là một đô thị ở huyện Bremgarten, bang Aargau, Thụy Sĩ.